# Lista hrabstw w stanie New Jersey
Poniżej przedstawiono alfabetyczną listę hrabstw w stanie New Jersey w Stanach Zjednoczonych. Stan składa się z 21 hrabstw.

## Lista alfabetyczna
- Hrabstwo Atlantic
- Hrabstwo Bergen
- Hrabstwo Burlington
- Hrabstwo Camden
- Hrabstwo Cape May
- Hrabstwo Cumberland
- Hrabstwo Essex
- Hrabstwo Gloucester
- Hrabstwo Hudson
- Hrabstwo Hunterdon
- Hrabstwo Mercer
- Hrabstwo Middlesex
- Hrabstwo Monmouth
- Hrabstwo Morris
- Hrabstwo Ocean
- Hrabstwo Passaic
- Hrabstwo Salem
- Hrabstwo Somerset
- Hrabstwo Sussex
- Hrabstwo Union
- Hrabstwo Warren